# حديقة إكسبوري
حديقة إكسبوري هي حديقة في إنجلترا أنشئت عام 1920 على مساحة 200 فدان، وهي تعود لأحد فروع عائلة روثشايلد، وتحتوي تشكيلة مدهشة من الأزهار التي تمتد تحتها شبكة هائلة من الأنابيب التي يصل طولها لـ35 كم.
تقيم هذه الحديقة العديد من الأنشطة الاجتماعية التي تشمل إقامة حفلات الزواج.